# Isaiah Osbourne

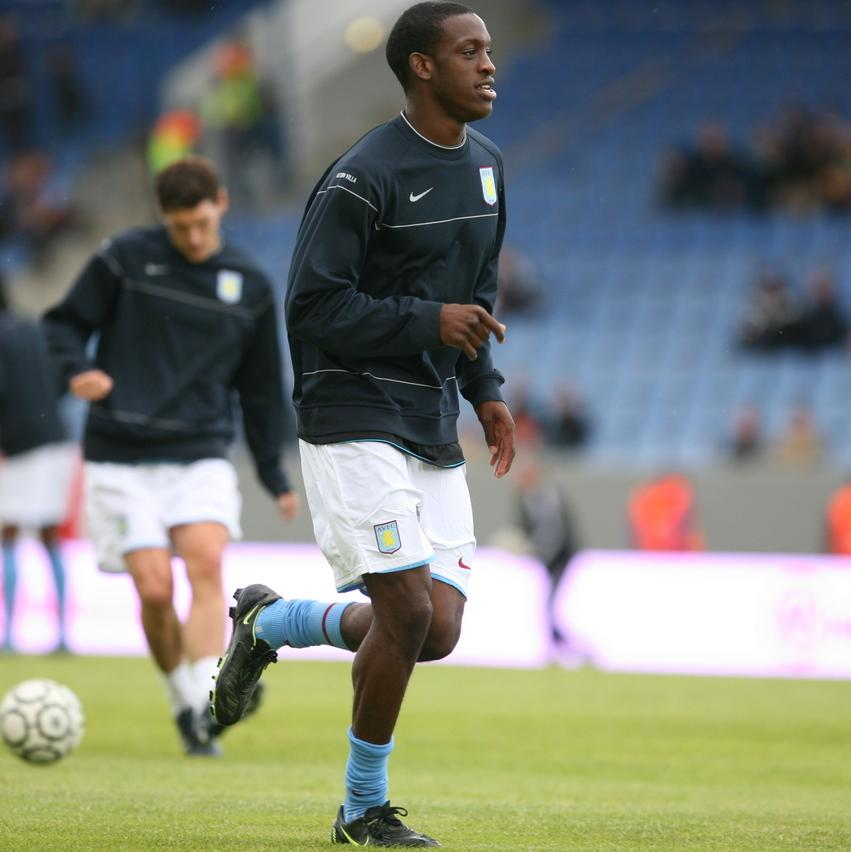
Isaiah Osbourne

Isaiah Osbourne (n. 15 noiembrie 1987, Birmingham, Anglia) este un jucător englez de fotbal care evoluează pe postul de mijlocaș defensiv pentru clubul Blackpool FC, și este un fost internațional pentru selecționata de sub 16 ani.